# Хэмптон-корт
Хэ́мптон-корт (англ. Hampton Court) — загородный дворец английских королей в окрестностях Лондона. Расположен на левом берегу реки Темзы, в районе Ричмонд-апон-Темс, в 18 км от центра города (до 1965 года — графство Мидлсекс). Дворцово-парковый ансамбль Хэмптон-корт — выдающийся памятник истории и архитектуры XVI—XVIII веков.
Построен около 1514 года для фаворита короля — кардинала Томаса Уолси, который в 1529 году передал дворец в дар Генриху VIII. Достраивался в барочном стиле архитектором К. Реном во второй половине XVII века при Вильгельме III, мечтавшем превратить Хэмптон-корт в английский Версаль.
Служил королевской резиденцией до 1760 года. Находится под управлением фонда «Исторические Королевские дворцы». Французский парк площадью 60 га. Собрание антиквариата и картин Мантеньи, Рафаэля, Брейгеля Старшего и других из Королевской коллекции.

## История
История дворца ведёт начало с 1514 года, когда фаворит короля Генриха VIII — кардинал Томас Уолси приобрёл участок земли, ранее принадлежавший ордену госпитальеров. Последующие 7 лет велось строительство дворца в ренессансном и готическом стилях, на который Уолси потратил 200 тысяч золотых «крон с розой». Британский историк архитектуры Джонатан Фойл в 2002 году выдвинул предположение, что на предпочтения Уолси могло оказать влияние пособие для кардиналов De Cardinalatu, которое включало рекомендации по дворцовой архитектуре. Над воплощением замысла Уолси работала группа итальянских мастеров.
В 1529 году дворец кардинала перешёл во владение Генриха VIII, при котором дворец был расширен и перестроен при сохранении первоначальных архитектурных стилей. В 1530-е годы были построены Большой зал и Королевский теннисный корт. В 1540 году ворота во второй внутренний двор были украшены астрономическими часами 4,6 метров в диаметре. В 1537 году, произведя здесь же на свет будущего короля Эдуарда VI, через две недели после этого во дворце умерла третья жена Генриха VIII Джейн Сеймур. В течение последующих полутора столетий Хэмптон-корт оставался основной загородной резиденцией всех английских монархов.

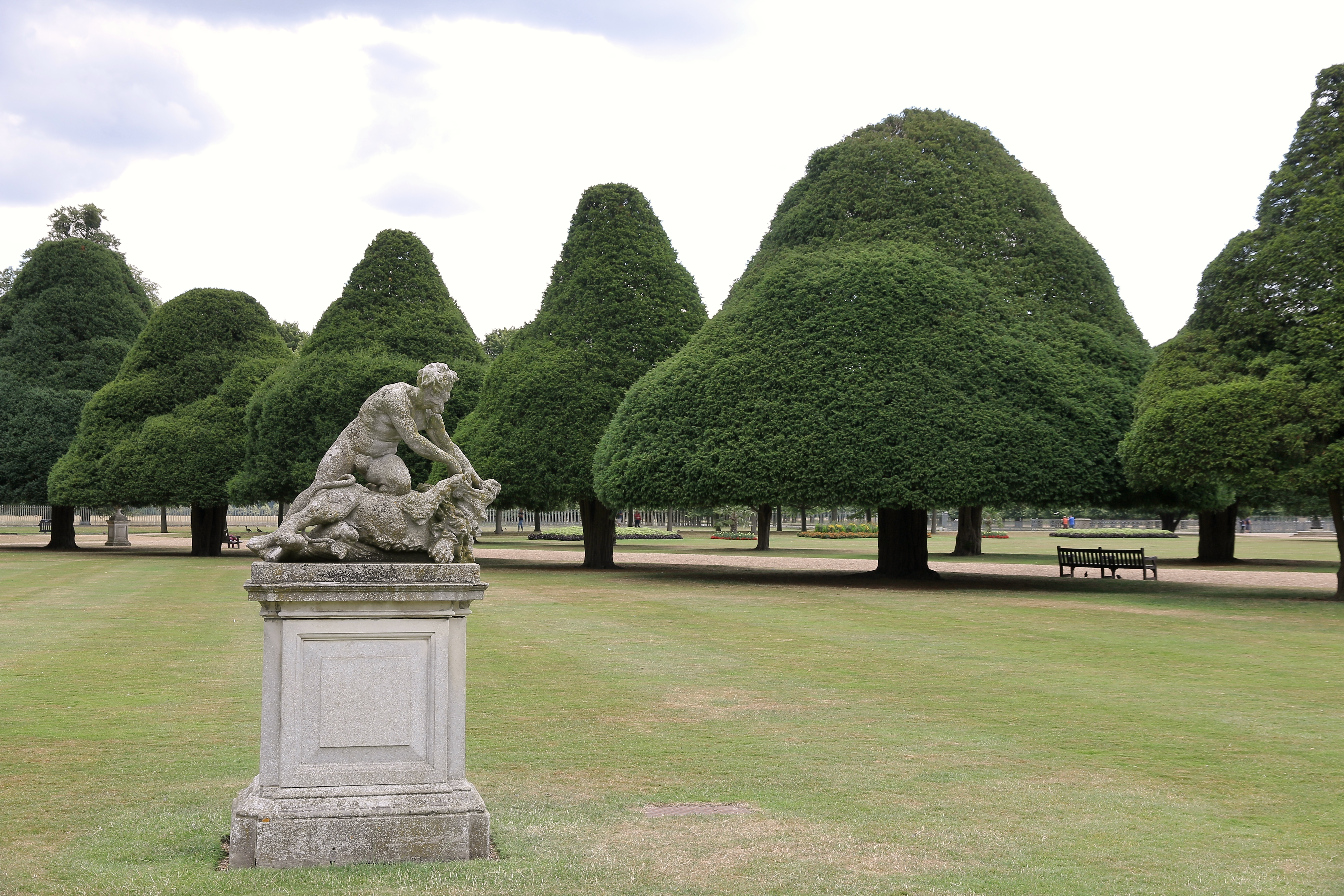
Парк с пирамидальными тисами

В ноябре и декабре 1647 года здесь содержался в заточении Карл I. После его казни дворец перешёл в собственность Республики. После реставрации монархии Хэмптон-корт некоторое время пустовал, пока Вильгельм III и Мария II не вознамерились построить на этом месте дворец в барочном стиле по примеру Версаля. Расширение и достраивание дворца производил английский архитектор Кристофер Рен. В это время перед дворцом по образцу голландского Хет Лоо был разбит регулярный французский парк с лабиринтом. После смерти Марии II в 1694 году король потерял интерес к переустройству Хэмптон-корта, и работы были остановлены. Король Георг II (умер в 1760 году) был последним монархом, проживавшим в Хэмптон-корте. При нём же продолжались работы по оформлению интерьеров дворца.
К началу XIX века Хэмптон-корт пришёл в запустение, однако в эпоху романтизма покои Генриха VIII были отремонтированы, а королева Виктория открыла доступ во дворец для широкой публики. В это же время управление дворцом было передано от короны правительству Великобритании. С 1998 года Хэмптон-корт находится в ведении фонда «Исторические Королевские дворцы».